# Thuidium plumulosum
Thuidium plumulosum är en bladmossart som beskrevs av Frans François Dozy och Molkenboer 1865. Thuidium plumulosum ingår i släktet tujamossor, och familjen Thuidiaceae. Inga underarter finns listade i Catalogue of Life.